# William Benton (senator)

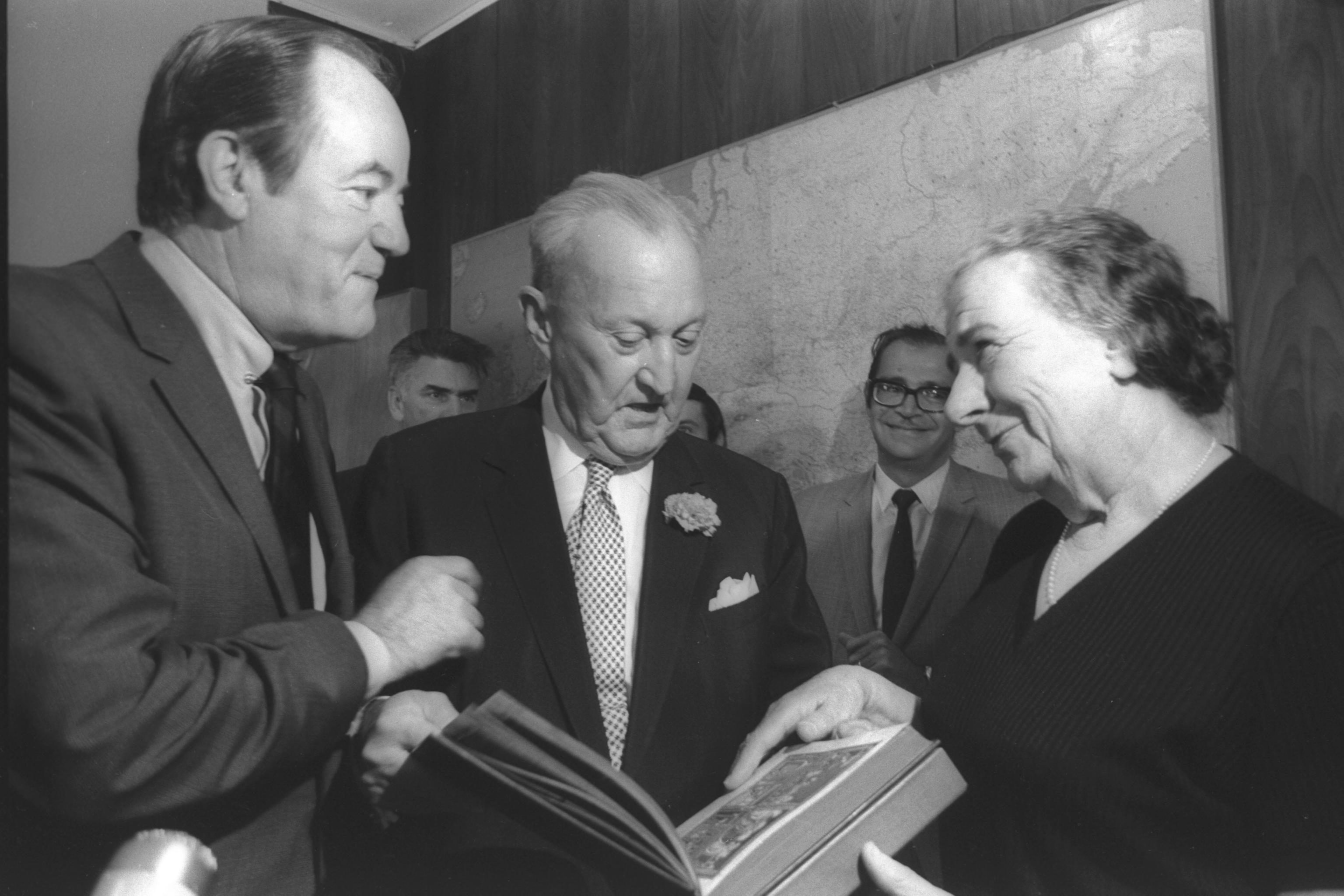
William Benton (mitten) tillsammans med Hubert Humphrey och Golda Meir i Jerusalem 1970.

William Burnett Benton, född 1 april 1900, död 18 mars 1973, var en amerikansk pubilicist och politiker, amerikansk senator från Connecticut 1949-1953 och utgivare av Encyclopædia Britannica 1943-1973.

## Tidigt liv
Benton föddes i Minneapolis, Minnesota. Han utbildade sig vid Shattuck Military Academy, Faribault, Minnesota och Carleton College i Northfield, Minnesota till 1918, då han började vid Yale University. Han tog examen 1921 och började arbeta för reklambyråer i New York och Chicago. Han var anställd till 1929, då han grundade reklamagenturen Benton & Bowles tillsammans med Chester Bowles i New York. Han flyttade till Norwalk, Connecticut, 1932. Han var vice verkställande direktör på deltid för University of Chicago från 1937 till 1945. 

## Politisk karriär
Benton utsågs till vice utrikesminister, en position som han innehade från den 31 augusti 1945 till den 30 september 1947. Under denna tid arbetade han aktivt med att organisera Förenta Nationerna. Han utnämndes till ledamot av USA:s senat den 17 december 1949 och valdes senare också till senator i ett extra senatorsval vid det allmänna valet den 7 november 1950 för Demokraterna för att fylla den vakans som hade uppstått då Raymond E. Baldwin avgick från sin mandatperiod, som skulle ha slutat den 3 januari 1953.
Benton besegrade Prescott Sheldon Bush, far till USA:s president George Bush och farfar till president George W. Bush. År 1951 föreslog han att senaten skulle besluta att utesluta Joseph McCarthy.
Benton förlorade när han försökte väljas till en ny, full mandatperiod som senator 1952.

## Ambassadör
Benton utsågs till USA:s ambassadör till Unesco i Paris och tjänstgjorde som sådan från 1963 till 1968. Han var dessutom många gånger under sitt liv delegat för USA till olika konferenser och kommissioner för Förenta Nationerna och i andra internationella sammanhang.

## Encyclopædia Britannica
Under en stor del av sitt liv, från 1943 till sin död 1973, var Benton ordförande för styrelsen och utgivare av Encyclopædia Britannica.
Benton grundade den ideella stiftelsen Benton Foundation, som bland annat ägde Encyclopædia Britannica från 1974 till 1996.
Han avled i New York 18 mars 1973 vid 72 års ålder.